# Нижня Суєта
Нижня Суєта́ (рос. Нижняя Суета) — село у складі Кемеровського округу Кемеровської області, Росія.

## Населення
Населення — 30 осіб (2010; 98 у 2002).
Національний склад (станом на 2002 рік):
- росіяни — 96 %